# Вудмен, Франческа
Франческа Стерн Вудман (англ. Francesca Stern Woodman; 3 апреля 1958, Денвер — 19 января 1981, Нью-Йорк) — американская фотохудожница, дочь живописца и фотографа Джорджа Вудмана и художницы-керамистки Бетти Вудман. Наиболее известна своими черно-белыми фотографиями, на которых изображены как она, так и её друзья.
На многих её фотографиях изображены женщины, обнаженные, одетые, размытые (из-за движения и длительных выдержек), сливающиеся с окружающей средой, со скрытыми лицами. Её работа продолжает вызывать много критических замечаний и внимания спустя годы после того, как она покончила с собой в возрасте 22 лет в 1981 году.

## Биография

### Семья
Родилась в Денвере в 1958 году в семье Джорджа Вудмана — фотографа и живописца, который был преподавателем в университете Колорадо, и художницы-керамистки Бетти Вудман (Абрахамс). Её мать — иудейка, а отец из протестантского окружения. Её старший брат Чарльз позже стал доцентом электронного искусства.
Дом, где росла Франческа, был творческим центром для художественного сообщества города, поэтому она всегда была в окружении живописцев, кинематографистов и критиков. В детстве не раз и подолгу жила с родителями в Италии (Флоренция). Вудман сняла свой первый автопортрет в тринадцать лет и продолжала фотографировать себя до самой смерти.

### Образование
Она посещала государственную школу в Боулдере, штат Колорадо, между 1963 и 1971 годами, за исключением второго класса, который она посещала в Италии, где семья провела много летних каникул между обучением. Она начала учиться в средней школе в 1972 году в Академии Эббот — частной школе-интернате в штате Массачусетс. Там она начала развивать свои фотографические навыки и заинтересовалась искусством. Академия Эббот объединилась с Академией Филлипса в 1973 году. Вудман окончила государственную среднюю школу в Боулдере в 1975 году. В течение 1975 года она проводила лето со своей семьёй в Италии, во флорентийской сельской местности, где семья жила на старой ферме.
В 1975—1979 Вудман училась в Род-Айлендской школе дизайна (RISD) в Провиденсе, в 1977—1978 по стипендии Школы провела год в Риме, где училась с отличием. Часто посещала авангардную книжную лавку-галерею «Мальдорор», где и состоялась первая выставка её работ. Поскольку она свободно говорила по-итальянски, то смогла подружиться с итальянскими интеллектуалами и художниками. Она вернулась в Род-Айленд в конце 1978 года, чтобы окончить RISD.
- Государственная средняя школа в Булдере
- Академия Эббот
- Здание Род-Айлендской школы дизайна

### После обучения
Вудман переехала в Нью-Йорк в 1979 году, проведя лето 1979 года в Стэнвуде, штат Вашингтон. После посещения своего парня в Pilchuck Glass School, она вернулась в Нью-Йорк, «чтобы сделать карьеру в фотографии». Она отправила портфолио своих работ модным фотографам, но «её просьбы ни к чему не привели». Летом 1980 года она работала художником в колонии Макдауэлл в Питерборо, штат Нью-Гэмпшир.
В 1981 опубликовала в Филадельфии серию фотографий «Несколько образцов расстроенной внутренней геометрии», оставшуюся единственной прижизненной публикацией.

### Самоубийство
В конце 1980 года Вудман впала в депрессию из-за того, что её работа не привлекала внимания, и разрыва отношений. 19 января 1981 года Вудман скончалась в результате самоубийства в возрасте 22 лет, выпрыгнув из окна чердака здания в районе Ист-Сайд, в Манхэттене, Нью-Йорк. Её отец предположил, что самоубийство Вудман было связано с неудачной заявкой на получение финансирования от Национального фонда искусств.

В письме своему лучшему другу незадолго до её смерти Вудман написала:
«Моя жизнь на данный момент похожа на очень старый осадок кофейной чашки, и я бы предпочла умереть молодой, оставляя различные достижения, то есть некоторые работы, моя дружба с тобой, некоторые неповрежденные артефакты, вместо того, чтобы беспорядочно соскабливать все эти деликатные вещи».
Один знакомый писал о её смерти: «Все было плохо, проводилась терапия, все становилось лучше, помощь была предоставлена».

## Творчество

### Фотографии 1972—1980 гг.
Хотя Вудман использовала разные камеры и форматы плёнок во время своей карьеры, большинство её фотографий было сделано с помощью камер среднего формата, получающих квадратные негативы размером 6 × 6 см. Вудман создала не менее 10 000 негативов, которые сейчас хранят её родители. Имущество Вудман, которым управляют её родители, состоит из более чем 800 отпечатков, из которых только около 120 изображений было опубликовано или выставлено по состоянию на 2006 год. Большинство отпечатков Вудман небольшого размера — 8 × 10 дюймов (20 × 25 см) или меньше, что «способствует созданию интимного опыта между зрителем и фотографией».
Многие из изображений Вудман не имеют названия и известны только по месту и дате. Она часто фотографировала в помещении, находя заброшенные места, в которых создавала свои композиции.
Фотографии Вудман — на них она чаще всего снимала себя в сложно организованном, фантасмагорическом интерьере c окнами и зеркалами. Они сосредоточены на проблеме самой возможности изображения, природы и границ зрительного образа. Испытала воздействие живописи и фотографии сюрреализма, автопортретов Ремедиос Варо, Фриды Кало, но в особенности фоторабот Ханса Беллмера, из американских мастеров — Кларенса Джона Лафлина и Ральфа Юджина Митъярда.
Первая большая персональная выставка была организована в Провиденсе в 1986.

### Видео, 1975—1978 гг.
В RISD Вудман позаимствовала видеокамеру и видеомагнитофон и создала видеокассеты, связанные с её фотографиями, на которых она «методично отбеливает свое собственное обнаженное тело или сравнивает свой торс с изображениями классических скульптур». Некоторые из этих видеороликов были показаны в Городском художественном музее Хельсинки в Финляндии и Фонде искусств Cisneros Fontanals в Майами в 2005 году; в Tate Modern в Лондоне в 2007-2008 гг. и Музее современного искусства Сан-Франциско в 2011 году (на её первой ретроспективе, которая затем посетит Музей Соломона Гуггенхейма в 2012 году). На выставках 2011—2012 годов отобранные видеоматериалы продолжительностью от 23 секунд до 3 минут 15 секунд назывались «Франческа х 2», «Скульптура», «Уголок», «След» и «Маска».

### Несколько образцов расстроенной внутренней геометрии
Вудман создала ряд фотоальбомов, таких как «Портрет Репутации», «Тетрадь диктантов и сочинений» (Quaderno dei Dettati e dei Temi), «Тетрадь» (Quaderno) (также известный как «Тетрадь Раффаэлло» (Quaderno Raffaello), «Портреты друзей» и «Ангелы, тетрадь календаря». Тем не менее, единственным альбомом, содержащим фотографии Вудман, который был опубликован при её жизни, стал «несколько образцов расстроенной внутренней геометрии». Он был выпущен в январе 1981 года, незадолго до смерти Вудман. Его объём составляет 24 страницы, изображения наклеены на страницах, вырванных из итальянского учебника по геометрии. Внутри находится 16 фотографий, надписи от руки и белая корректирующая жидкость. В исследовании альбома отмечается, что Вудман иногда обводила формы объектов «ради акцента или удовольствия». Репродукции оригинального альбома имеют пурпурно-розовую обложку, страницы, которые немного различаются по цвету, и следы розового в нескольких местах. Хотя опубликованная версия версия имеет розовую обложку, внутренние страницы печатаются с использованием только чёрного, белого и оттенков серого.
В 1999 году критик высказал мнение, что «несколько образцов расстроенной внутренней геометрии» были «необычно причудливой книгой… кажущейся сумасшедшей миазмой математических формул, фотографий её самой и неразборчивых, извивающихся рукописных заметок». Один знакомый Вудман писал в 2000 году, что это «действительно очень своеобразная маленькая книга» со «странным ироническим контрастом между мягкостью тел на фотографиях и угловатостью геометрических правил, покрывающих страницы». Статья 2008 года нашла альбом «Поэтично-юмористическим» и «аналитически-рефлексивным». В статье 2010 года о Вудман альбом был назван «оригинальным и загадочным». В обзоре 2010 года было сказано, что «благодаря ему мы становимся богаче». Клэр Рэймонд утверждает, что в «Несколько образцов расстроенной внутренней геометрии» Вудман сталкивается с проблемой борьбы женщины-художника за утверждение авторитета как художника: используя её школьник учебник в качестве символа для своего альбома, Вудман разоблачает трудность женщины-художницы, выходящей за пределы роли неофита, студента.

## Посмертное признание

### Выставки и книги
В течение жизни Вудман состоялись всего несколько выставок, некоторые из которых были описаны как «выставки в альтернативных пространствах в Нью-Йорке и Риме». Известных групповых или персональных выставок её работ в период с 1981 по 1985 год не было, однако после проводилось множество выставок каждый год. Среди её главных персональных выставок были:
- 1986-1988: Франческа Вудман, фоторабота. Выставлялась в Художественной галерее Хантерского колледжа, Нью-Йорк; Музее Колледжа Уэллсли, город Уэллсли, штат Массачусетс; Галерее изящных искусств Университета Колорадо, город Боулдер, штат Колорадо; Галерее изящных искусств Калифорнийского университета в Ирвайне (UCI), город Ирвайн, штат Калифорния; Художественном музее им. Германа С. Карнета, город Шампейн, штат Иллинойс.
- 1992—1993: Франческа Вудман, фоторабота (photographische arbeiten). Выставлялась в Шедхалле (Shedhalle), город Цюрих, Швейцария; Вестфальской художественной ассоциации (Westfälischer Kunstverein), город Мюнстер, Германия; Доме культуры (Kulturhuset), город Стокгольм, Швеция; Финском музее фотографии Фонда искусств (Suomen Valokuvataiteen Museo SÄÄTIÖ), город Хельсинки, Финляндия; Галерее DAAD (DAAD Galerie), город Берлин, Германия; Galleri F15 Alby, город Мосс, Норвегия.
- 1998: Художник и его самопрезентация (l’artiste et la représentation de soi), Франческа Вудман, летний фестиваль фотографии «Встречи в Арле» (Rencontres d’Arles festival).
- 1998-2002: Франческа Вудман. Выставлялась в Фонде современного искусства Картье, город Париж, Франция; Кюнстхал, город Роттердам, Нидерланды; Культурном центре района Белен, округ Лиссабон, Португалия; Галерее фотографов, город Лондон, Великобритания; центральном зале Культурного Центра города Оспиталет, провинция Барселона, Испания; Галерее им. Карлы Соззани, город Милан, Италия; Галерее им. Дугласа Хайда, город Дублин, Ирландия; PhotoEspana, Культурный центр Conde Duque, город Мадрид, Испания.
- 2000: Франческа Вудман: Провиденс, Рим, Нью-Йорк[49]. Выставочный дворец, город Рим, Италия.
- 2009-2010: Франческа Вудман[50]. Выставлялась в Espacio Ave Fénix, город Мурсия, Испания; SMS Contemporanea, город Сиена, Италия; Двореце разума (Palazzo della Ragione), Милан, Италия[51].
- 2011—2012: Франческа Вудман, Музей современного искусства Сан-Франциско, город Сан-Франциско, штат Калифорния, США; Музей Соломона Гуггенхейма, город Нью-Йорк, штат Нью-Йорк, США[52][53][54]. Многие работы никогда не были выставлены раньше[31].
- 2015—2017: Бытие ангела[55]. Выставлялась в Музее современного искусства, город Стокгольм, Швеция; Музее фотографии (Foam Photography Museum), город Амстердам, Нидерланды; Фонде им. Анри Картье-Брессона, город Париж, Франция; Музее современного искусства, город Мальмё, Швеция; Финский музей фотографии, город Хельсинки, Финляндия.

Помимо вышеупомянутых персональных выставок, известны следующие книги авторства Вудман, а также других авторов о ней и её творчестве:
- Монография авторства Криса Таунсенда, под названием «Франческа Вудман» была опубликована в 2006 году издательством Phaidon Press[56]. Эта книга является единственной монографией, посвящённой творчеству Вудман, она стала новым витком в популяризации и признании творчества художницы в начале нового столетия. На официальном сайте издания про данную работу написано следующее: «Эта всеобъемлющая монография включает более 250 работ Вудман — некоторые из которых никогда не выставлялись и не публиковались ранее, а также выдержки из её журналов, отобранных её отцом Джорджем Вудманом. Есть примеры её крупномасштабных чертежей и репродукций её фотокниг, в том числе „Несколько образцов расстроенной внутренней геометрии“. Обширный текст Криса Таунсенда исследует влияние готической литературы, сюрреализма, феминизма и пост-минималистского искусства на фотографии Вудман. Таунсенд ставит Вудман рядом со своими современникам, таким как Синди Шерман и Ричард Принс. Эта книга подтверждает позицию Вудман как одного из самых талантливых фотографов и известных художников Америки с 1970 года, влияние которого длится далеко за пределами её собственного времени»[59]. Для суперобложки[60] издания была выставлена работа 1976 года «О том, каково быть моей моделью», которая была выставлена в экспозиции «Бытие ангела», исследовавшей проблему идентичности у Вудман, чьё творчество называли "игривым размышлением на вводный вопрос — «Кто я?». Портреты Вудман, которыми изображённые девушки закрывают лицо, намекают на тему самоидентификации человека[58], и заставляют зрителя задаваться вопросом, присутствует ли на изображении автор[57]. Данную работу называли примером того, как другие изображаемые люди играют роль дублёров самой Вудман[57].
- Книга 2010 года, в которой рассматривается актуальность фотографии Вудман как способа понимания теории возвышенного философа Иммануила Канта[61].
- Тетрадь Франчески Вудман, выпущенная в 2011 году[62]. Она содержит факсимиле итальянской школьной тетради, в которую Вудман вклеила свои фотографии, а также послесловие отца Вудман[63]. Эта книга, также известная как Quaderno или Quaderno Rafaello, была описана как «срочное послание к любовнику и игривый сексуальный вызов».
- Диазотипы Франчески Вудман и другие более поздние работы рассматриваются в книге Клэр Рэймонд в 2016 году[64].

### ФильмыФантазияиВудманы
В 2000 году художница Элизабет Субрин выпустила экспериментальное видео под названием «Фантазия», которое рассматривает жизнь и творчество Вудман, «ставя вопросы о биографической форме, истории и фантазиях, женской субъективности, а также проблемах авторства и интеллектуальной собственности». Рецензенты отметили, что видео сочетает «формализм, биографию и психоанализ», а так же «намеки на заговор, обращая внимание на нежелание семьи Вудман сделать большую часть её фоторабот доступными…».
Полнометражный документальный фильм Вудманы был выпущен кинокомпанией Lorber Films в тридцатую годовщину её смерти, 18 января 2011 года. Режиссёр «имел неограниченный доступ ко всем фотографиям Франчески, личным дневникам и экспериментальным видео». Хотя фильм выиграл в номинации «Лучший нью-йоркский документальный фильм» на кинофестивале Трайбека, родители Вудман решили не присутствовать на премьере. Реакции на фильм были в значительной степени благоприятными. На сайте обзора фильмов Rotten Tomatoes 94 % из 17 отзывов критиков были положительными, а также 83 % из 793 пользовательских оценок были положительными. Об этом было рассказано в серии Независимый объектив на американской Службе общественного вещания (Public Broadcasting Service) 22 декабря 2011 года. Клэр Рэймонд в своём критическом комментарии, затрагивающим постер фильма пишет: «Это одно из двух изображений, выбранных для постера популярного фильма „Вудманы“. Изображение „В горошек“ притягивает взгляд к многочисленным фракционным тёмным пятнам в кадре».

### Общественное мнение
Общественное мнение в целом благоприятно восприняло работы Вудман. На выставке 1998 года в Париже у многих людей были «сильные реакции» на её «интересные» фотографии. Некоторые люди находили вдохновляющими отдельные фотографии Вудман (например, «Автопортрет в 13») или её творчество в целом.

## Влияния
Среди прочих факторов критики и историки писали, что на Вудман повлияло следующее:
- Готическая литература. Сообщается, что она идентифицировала себя с викторианскими героинями[78]. Во многих историях фигурирует женская фигура, которая часто оказывается в одиночестве, а затем сходит с ума. Готический стиль полон символов гробниц, зеркал, демонов и ангелов[79].
- Миф об Аполлоне и Дафни, о чём свидетельствуют фотографии, на которых Вудман запуталась в корнях деревьев или носит на руках берестую кору[80].

- Сюрреализм[81][82]. Она безмерно изучала сюрреализм, в особенности работу Дуэйна Михалса[79]. Например, Вудман «следовала традиции сюрреализма не объяснять работу»[24] и продемонстрировала «желание взломать код явлений».
- Андре Бретон и, в частности, его книга под названием «Надя» 1928 года. В интервью 1979 года c Роберте Вальторте, Вудман сказала: «Vorrei che le parole avessero con le mie immagini lo stesso rapporto che le fotografie hanno con il testo in Nadja di André Breton» («Я бы хотела, чтобы слова имели такую же связь с моими изображениями, как фотографии с текстом книги „Надя“ Андре Бретона»)[83].
- Ман Рэй (например, серия фотографий c Мерет Оппенгейм, а также его сюрреалистические работы)[16][40].
- Дуэйн Михалс[16]. В работе Вудман и Михалса есть общие черты, такие как шевелёнка, тема ангелов и надписи от руки.
- Дебора Турбевилль[16]. Вудман «восхищалась» работой Турбевилль, и составила для неё альбом Quaderno Rafaello, в котором содержалась письменная просьба позвонить.
- Вудман познакомилась с работой символиста Макса Клингера во время учёбы в Риме с 1977 по 1978 год, и его влияние можно ясно увидеть во многих фотографических сериях, таких как «Серия угря», Рим (1977-78), и «Серия ангелов», Рим (1977). В сочетании высокой производительности и актёрской игры, фотографии Вудман создают экстремальные и часто беспокойные психологические состояния. Скрывая или зашифровывая предмет изображения, она напоминает зрителю, что фотографии украшаются и искажаются, и иллюстрируют виденье автора, никогда не предлагая всей правды о предмете.

## Публикации
- Some Disordered Interior Geometries. — Philadelphia: Synapse Press, 1981.

## О художнице
- Francesca Woodman: Photographic Work. Providence: Wellesley College and Hunter College Art Gallery, 1986.
- Francesca Woodman/ Hervé Chandès, ed. Zurich; Paris; New York: Scalo Publishers, 1998.
- Rus E. Surrealism and Self-Representation in the Photography of Francesca Woodman, 2004.
- Levi Strauss D. Between the Eyes: Essays on Photography and Politics. New York: Aperture, 2005
- Townsend C. Francesca Woodman. Paris a.o.: Phaidon Press, 2006.
- Краусс Р. Франческа Вудман: Сборники задач// Краусс Р. Холостяки. — М.: Прогресс-Традиция, 2004, с.120-127.